# スコティッシュ・アヴィエーション・スキャンプ

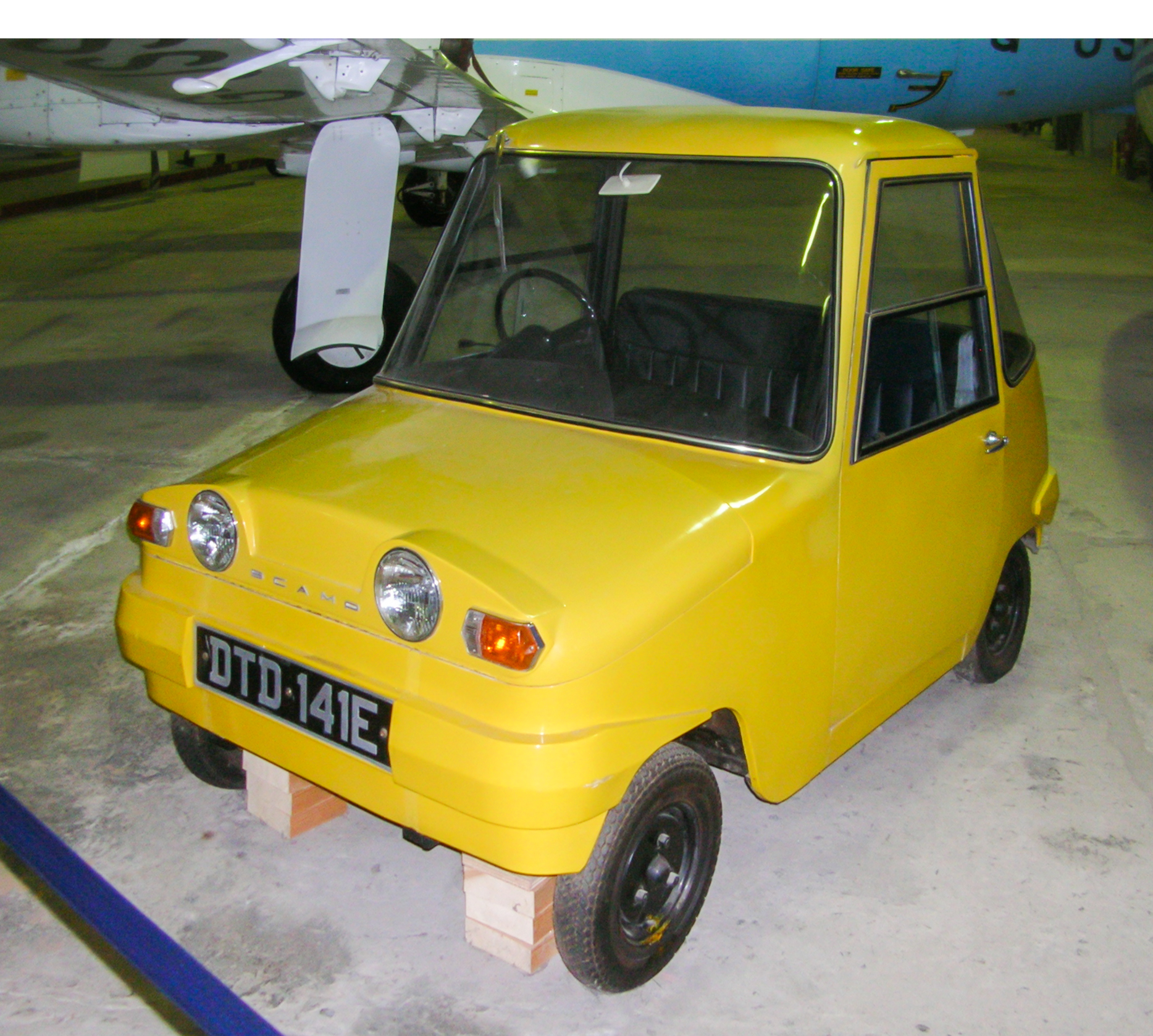
Scottish Aviation Scamp

スコティッシュ・アヴィエーション・スキャンプ (Scottish Aviation Scamp) は、1964年から1966年にデザインされた小型電気自動車のコンセプトカー。スコットランドの航空機メーカーであるスコティッシュ・アビエーションが12台製造した。
1967年の展示会に出展されたが、バッテリーの信頼性が低かった事に加え自動車としての設計にも問題があり商業化は中止された。